# Associação de Voleibol das Ilhas Virgens Americanas
A Associação de Voleibol das Ilhas Virgens Americanas  (em inglesːUS Virgin Island Volleyball Association,USVIVA) é  uma organização fundada em 1966 que governa a pratica de voleibol nas Ilhas Virgens Americanas,sendo membro da Federação Internacional de Voleibol, a entidade é responsável por  organizar  os campeonatos nacionais de  voleibol masculino e feminino no país.